# بوابة مراد
بوابة مراد، (بالأذربيجانية: Murad darvazası)، هي بوابة كبيرة تقع في الجدار الشرقي لفناء القصر المركزي لمجمع شيرفانشاه في باكو، أذربيجان. إنه المبنى الوحيد من القرن السادس عشر في أراضي المجمع.

## تاريخها
في عام 1576، بعد وفاة الشاه طهماسب الأول، اعتلى العرش خلفه الشاه إسماعيل الثاني. الحاكم الجديد، الذي لم يحترم شروط معاهدة أماسيا الموقعة في عام 1555، حاول كسب ولاء الأمراء العثمانيين. لذلك، كلف السلطان العثماني مراد الثالث البيلربك في فانا بضمان الاستقرار في المنطقة. أصبحت العلاقات أكثر توتراً بعد انضمام والي الصفوي ڤيلورستان إلى العثمانيين. بعد وفاة الشاه إسماعيل الثاني في عام 1577، بدأت الصراع من أجل العرش. في ظل هذه الوضعية السياسية الصعبة للدولة الصفوية، أعلن السلطان مراد الثالث الحرب عليها.
كانت الحرب، التي غطت الفترة من 1578 إلى التسعينيات، تدور على الجبهة القوقازية في الشمال، وعلى الجبهة العراقية في الجنوب. في عام 1578، تولى محمد خدا بنده العرش الصفوي. نتيجة لمعركة تشيلدير التي وقعت في 9 أغسطس 1578 بين الجيوش العثمانية والصفوية، فقدت الأخيرة السيطرة على جميع جورجيا، بما في ذلك تفليس. نتيجة المعركة بين العثمانيين والصفويين في عام 1583، سيطرت العثمانيون على داغستان وشيروان. توسعت حدودهم في الشرق أكثر من أي وقت مضى، وحصلوا لأول مرة على وصول إلى بحر قزوين. وفقاً لمعاهدة إسطنبول، التي تم التوقيع عليها بين العثمانيين والصفويين في عام 1590، تم الاعتراف بنقل جميع شيروان إلى حكم العثمانيين.

### البناء
تعد بوابة مراد المبنى الوحيد من القرن السادس عشر في أراضي مجمع قصر شيرفانشاه. النقش العربي بين الميداليات العلوية في أعلى البوابة ذكر فيها مقولة:
"أمر ببناء هذا المبنى النبيل في فترة حكم السلطان مراد الثالث الأعدل والأعظم، أولو راجب بابا باكوي في عام 994 هجري." (1585-1586 - وفقاً للتقويم الميلادي).
تم بناؤها من قبل المعماري التبريزي أميرشاه.

### الوظيفة
حسب الخطة العامة لمجمع القصر، يصبح واضحاً أنه في هذا الجزء من الفناء لا يوجد حتى باب واحد يمكن من خلاله الدخول إلى مبنى القصر. لذلك، فإن البوابة معزولة كما لو كانت لم ترتبط بالجدران المجاورة لها. تم بناء البرج من حجارة مواجهة عالية الجودة مع فواصل مقطوعة بدقة. الجدار المصنوع من الحجارة الخام، لا يتناسب في الحجم أو الفواصل مع البناء الخاص بالبوابة ويعطي انطباعًا بطبيعة مؤقتة وأصل لاحق. يلاحظ س. داداشيف و م. أوسينوف أنه ربما أراد أحد الحكام بناء مبنى هنا، لكن شيئاً ما منعه. بالإضافة إلى ذلك، وفقًا للنقش على البوابة، تم الأمر ببناء المبنى هنا، وليس مجرد بوابة.

## الميزات المعمارية
تقع البوابة في الجدار الشرقي للفناء المركزي لمجمع قصر شيرفانشاه. معمارياً، فإنها مستدامة في نمط الصوفة وقبر الشيرفانشاه، ولكن من حيث الجودة المعالجة والزخرفة فهي أدنى منهم. 
في بوابات الصوفة وقبر الشيرفانشاه، كان هناك مدخل منخفض ولكنه مصمم بشكل جيد، مما كان يخلق انطباعًا بالعظمة وحتى الهيبة للبوابة نفسها. هذا ليس هو الحال هنا. يعزز الجزء المدخلي من البوابة ذات الفتحة العريضة والمنخفضة غير المتناسبة بشكل كبير الانطباع العام.